# 南井戸田駅
南井戸田駅（みなみいどたえき）は、かつて愛知県名古屋市南区（現：瑞穂区）にあった、愛知電気鉄道岡崎線（現：名古屋鉄道名古屋本線）の駅（廃駅）である。

## 歴史
- 1917年（大正6年）3月7日 - 愛知電気鉄道が神宮前駅 - 笠寺駅間を開通させた際に開業[3][2][注釈 2]。
- 1923年（大正12年）6月1日 - 廃止[4]。

## 利用状況
『愛知県統計書』によると、年間乗降人員は以下の通りである。
| 年度     | 乗車人員（人） | 降車人員（人） | 出典  |
| -------- | -------------- | -------------- | ----- |
| 1917年度 | 8,553          | 7,916          | [ 5 ] |
| 1918年度 | 15,644         | 16,356         | [ 6 ] |
| 1919年度 | 18,823         | 28,216         | [ 7 ] |
| 1920年度 | 17,128         | 21,865         | [ 8 ] |
| 1921年度 | 26,413         | 31,604         | [ 9 ] |

## 隣の駅
所属路線、隣の駅は営業時代のもの。起終点の方向は現在の名古屋本線基準。
愛知電気鉄道
岡崎線
呼続駅 - 南井戸田駅 - 井戸田駅